# Lương Sư Thành
Lương Sư Thành (梁师成; ? -1126), tên tự là Thủ Đạo (守道), sinh ra ở Khai Phong, tự nhận mình là con riêng của Tô Thức (苏轼庶子) do mẹ là tì thiếp bị Tô Thức đưa tặng người khác.
Hoạn quan cuối thời Bắc Tống, cùng với Sài Kinh, Đồng Quán, Vương Phủ, Lí Ngạn và Chu Miễn bị dân chúng Tống Triều gọi chung là "Lục Tặc".

## Cuộc đời
Sư Thành "tinh thông văn pháp, sảo tri thư". Sư Thành vốn đi theo làm tạp dịch cho hoạn quan Giả Dương trong Thư Nghệ Cục. Sau khi Giả Dương chết, Sư Thành tiếp quản kho sách bên ngoài của Duệ Tư Điện, chủ yếu ra ngoài để truyền chỉ.
Trong thời kỳ Chính Hòa, Sư Thành lấy được lòng của Tống Huy Tông và được xếp vào danh sách các tiến sĩ, dần dần được thăng lên chức Tấn Châu Quan Sát Sứ, lưu tại Hưng Đức Quân. Sư Thành cũng làm tiết độ sứ tại Hộ Quốc, Trấn Đông, Hà Đông cho tới chức Kiểm Hiệu Thái Phó, Toại Bái Thái Úy, Khai Phong Phủ Đồng Tam Ti, hoán tiết Hoài Nam. Thời đó xưng là "Ẩn Tướng".
Trong khoảng thời gian trong ngoài Thái Ninh, Tống Huy Tông ưa thích xem Thiên Mệnh Tường Thụy chi sự, Lương Sư Thành lại giỏi nịnh nọt, được vua sủng ái. Tống Huy Tông lệnh cho Sư Thành nhập cung, bất cứ thủ dụ, chiếu thư nào do hoàng đế viết đều rơi vào tay Sư Thành, Sư Thành tuyển những quan lại thư pháp tốt, tập mô phỏng lại chữ viết trên thủ dụ của Huy Tông, viết ra các chiếu thư giả theo ý của hắn và ban ra, người bên ngoài không thể phân biệt được.
Tĩnh Khang nguyên niên (1126), Hoàng đế Khâm Tông phái Lương và Trần Vọng Chi mang theo châu báu và đồ cổ của Tuyên Hòa Điện xuất sứ Kim Quốc , Sư Thành chuẩn bị hành trang và tiến về phía bắc, khi đang đi sứ Sư Thành đột nhiên bị Khâm Tông hạ chỉ chiếu cáo tội trạng, giáng làm Chương Nghĩa Quân Tiết Độ Phó Sứ, đồng thời bị vệ môn quan lại của Khai Phong Phủ đi áp tống cùng âm thầm thực hiện chính pháp theo mật chỉ của vua,  Sư Thành đã bị treo cổ trên đường và dâng biểu tấu Sư Thành bị "đột tử". Khâm Tông tịch thu gia sản của Lương Sư Thành, và lấy được rất nhiều vàng bạc châu báu.